# Weinmannia elliptica
Weinmannia elliptica är en tvåhjärtbladig växtart som beskrevs av Carl Sigismund Kunth. Weinmannia elliptica ingår i släktet Weinmannia och familjen Cunoniaceae. Utöver nominatformen finns också underarten W. e. trichocarpa.